# Drhovy
Drhovy település Csehországban, a Příbrami járásban. Drhovy Rybníky, Borotice, Nečín, Nový Knín, Daleké Dušníky és Drevníky településekkel határos. Lakosainak száma 292 fő (2024. január 1.).

## Népesség
A település lakosságának változását az alábbi diagram mutatja:
| Lakosok száma | 318  | 358  | 358  | 245  | 198  | 239  | 257  | 264  | 274  | 292  |
|               | 1869 | 1890 | 1921 | 1950 | 1980 | 2001 | 2017 | 2019 | 2022 | 2024 |